# Горњи Алпи
Горњи Алпи (фр. Hautes-Alpes) департман је у југоисточној Француској. Припада региону Прованса-Алпи-Азурна обала, а главни град департмана (префектура) је Гап. Департман Горњи Алпи је означен редним бројем 05. Његова површина износи 5.549 км². По подацима из 2010. године у департману Горњи Алпи је живело 136.971 становника, а густина насељености је износила 25 становника по км².
Овај департман је административно подељен на:
- 2 округа
- 30 кантона и
- 177 општина.

## Демографија
| 1999.   | 2011.   |
| ------- | ------- |
| 136.971 | 138.605 |